# Giuseppe Riolo
Giuseppe Riolo (14 mei 1989) is een speler van voetbalclub KSV Rumbeke. Hij is een aanvallende middenvelder die eventueel ook als rechtsachter kan spelen. Hij is 1,75 meter lang en weegt 68 kilo. Hij heeft de Belgische nationaliteit maar zijn vader is van Italiaanse afkomst.
Riolo begon bij O.G. Stasegem. Vervolgens vertrok hij naar Sporting West en op 15-jarige leeftijd koos hij voor Zulte-Waregem. In 2005 stond hij op het punt om te tekenen voor Eersteklasser Cercle Brugge, maar de kampioenstitel van Zulte-Waregem in Tweede Klasse deed hem van gedachten veranderen.
In december 2006 maakte Riolo zijn debuut bij Zulte-Waregem. Hij viel tien minuten voor tijd in tijdens de uitgestelde wedstrijd om de supercup tegen Anderlecht. Rond die periode werd hij ook enkele malen geselecteerd voor de nationale ploeg onder-18.
In februari 2007 mocht hij van Franky Dury voor het eerst dagelijks meetrainen met de hoofdmacht van Zulte-Waregem. Riolo gaf zijn studies Topsport (KTA Brugge) op en kreeg als jeugdproduct een contract. In de heenronde van het seizoen 2007-2008 kreeg hij echter geen speelminuten. Enkel in oefenmatchen kreeg hij speelgelegenheid
In 2008 tekende Riolo voor twee jaar bij. Francky Dury stuurde Riolo eind augustus terug naar de B-kern. Riolo haalde onder Dury nog 12 selecties voor het eerste elftal. Riolo werd in januari 2009 verhuurd aan RBC Roosendaal tot het einde van het seizoen. Mede door blessures kwam hij daar niet tot spelen. Woensdag 10 juni 2009 bereikten SV Zulte Waregem en RC Waregem een akkoord over de transfer van Giuseppe Riolo. Bij Racing Waregem startte hij aanvankelijk goed, hij was titularis en scoorde enkele knappe vrijschopdoelpunten, maar op het einde van het seizoen moest hij het stellen met invalbeurten. Later speelde hij nog bij KSV Sottegem en Sint-Eloois-Winkel-Sport. In het seizoen 2012-2013 speelde Giuseppe bij KBS Poperinge. Daarna speelde hij steeds één seizoen bij TK Meldert, SK Eernegem en WIK Eine. Het seizoen daarna was hij clubloos, waarna hij in juli 2017 in dienst kwam bij KSV Rumbeke. 